# 若月まりあ
若月 まりあ（わかつき まりあ、1994年10月2日 - ）は、日本のタレント、モデル。元AV女優。Diaz Group所属。

## 略歴
東京都出身。へその緒が付いたままの状態で救助され、生まれて2歳までは母親と祖父との三人暮らし。しかし前述のように育児放棄状態で祖父も大病を患い、2歳から18歳まで児童養護施設で育つ。2年間美容専門学校に通い、大手美容チェーンに就職。しかし母親を名乗る女性から400万円を請求され、自宅にも乗り込んできたことから引っ越しを繰り返した。
興味からヌード撮影会にモデル参加。ここでファンの一人にAV出演を要望されたことで興味を持ち、名前も出ないシロウトもの作品に出演。のちに前述のような状況で金銭が必要だったことも理由の一つであったことを明かしている。
2013年に改めて「星まりあ（ほし まりあ）」の芸名でAVデビュー。所属事務所はユニティプロモーション及びエベレストモデルエージェンシー。
2014年10月、マインズに所属事務所を移籍し「若月まりあ」に改名。
2015年11月、LANTANAに所属事務所を移籍（2017年に会社統合のため、以降はDiaz Group所属表記）。
2017年6月8日～6月11日、TAE(Taiwan Adult Expo)台灣成人博覽會 に出演。
2018年4月5日～4月8日、香港18+CENTRAL(香港首個成人展)に出演。
2018年4月29日、フェチ博覧会&即売会「フェチフェス１３」にMARRION×トイズハートブースで友田彩也香と共に初参加、2019年1月27日「フェチフェス１５」はマックス・エー＆トイズハートブースのトイズハート側売り子として出演。

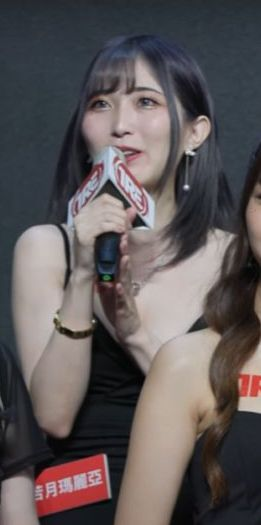
TRE 台北國際成人展（2023年8月）

2022年8月23日、翌年3月でのAV女優引退を発表。これはデビュー前に30歳でAV引退を決めており、同年10月2日に実年齢が30歳を迎えることから。またAV新法の影響で仕事が激減したことも挙げている。この時点では以降の予定は未定としていた。
2023年9月よりもともとパチスロが好きだったこともあり、「パチンコ演者」としての仕事を開始。
2024年1月28日、Peche&Moisを設立したことを発表。
同年11月4日週のFANZA動画フロア週間ランキングにて、出演作収録の『【福袋】顔良し体よし！恥じらい素人からどスケベ社会人まで。ガチの良作ハメ撮りのみを厳選した15作品中出し1050分【個人撮影】』（2024年7月発売、HMN WORKS）が週間ランキング1位に急上昇した。

## 人物
児童養護施設で育つ。デビュー以降、親友となった涼宮琴音とその母親と共に暮らしており、家族同然に過ごしていた。涼宮の母からは養子の提案をされたこともあるが、家族の練習にと以降も共に暮らしていた。2018年秋に一人暮らしを開始。
初体験は14歳。中学2年生。
パンセクシュアルであることをツイッターにて公表。

## 出演作品

### アダルトDVD

#### 「星まりあ」名義
- 制服少女@ビデオレター04 性に貪欲なウリ営業（4月1日、プラネットプラス）
- フェラガズム（5月22日、ROCKET）
- 真・グラマー仮面 〜凌辱都市サディストランド! 美女弁護士調教地獄の巻〜（6月13日、GIGA）
- 脅迫 to be continued… 河愛雪乃 星まりあ（7月1日、FAプロ）
- 悶絶寝取りカップルエステ 彼氏の隣できわどいマッサージに身悶える彼女!その後は…!?（7月10日、ホットエンターテイメント）
- お嬢様はま○こ待機中でございます（7月19日、TOY★GIRL）
- 働くオンナ猟り vol.13 新宿のOLたちをとことんハメ廻す!! 新宿美人OL編（8月1日、プレステージ）
- おじさんがイイコト教えてあげるよ。でも、ナイショだよ!（8月23日、ユープランニング）
- 超接写! お○んこおっぴろげ 見せつけ挑発フェラ&手コキ（8月25日、Close Market）
- JKしょんべんブチまけダンス 2（9月5日、OFFICE K'S）
- 女子校生パンチラヨガ（9月15日、メディア総販ソレイル）
- 顔面騎乗足コキ（9月19日、OFFICE K'S）
- JKぬるぬるオマンコディルドオナニー 2（9月19日、虎堂）
- 淫語とお尻と女子校生（9月19日、部活動）
- その女子校生は5〜6ピストンで出ちゃう入れたいだけの同級生よりも無理やりイカサレタとはいえ濃厚なキスをする中年オヤジのSEXを選んだ。（9月25日、ナチュラルハイ）
- 豚鼻FUCK（9月26日、OFFICE K'S）
- 月刊 パンティストッキングマニア Vol.30 OL×美脚×脚コキ（10月3日、OFFICE K'S）
- JKうねるバイブぶっ刺し腰くねオナニー 2（10月3日、OFFICE K'S）
- ピコレースのパンツを穿いた妹系女子に挑発された（10月13日、アロマ企画）
- 妄想 食い込みパンチラ（10月13日、アロマ企画）
- 丁寧語お嬢様の純白パンティー挑発（10月25日、アロマ企画）
- 電マ女子校生 ねぇ…電マの使い方…教えてくれますか?（10月30日、メディア総販ソレイル）
- 足コキッス（11月7日、OFFICE K'S）
- 女子校生 アナル健康診断（11月7日、OFFICE K'S）
- JK接吻カフェ（11月7日、OFFICE K'S）
- 女子大生レズビアン乱交 うらサークル 桜瀬奈 星まりあ 水嶋あい 楓乃々花 夏目葵（11月16日、レズビアン東京）
- 聖水レズビアン Vol.4（11月21日、虎堂）
- しゃがんだ女子校生と可愛い淫語（11月21日、部活動）
- JKディルドオナニー 7（12月5日、OFFICE K'S）
- 教師も生徒も喋る時はマ○コを開閉させるのが校則! 常にオマ○コくぱぁ オカズだらけのマンビラ御開帳学園 〜ムササビマ○コを見せつけ淫語でオナ指示!センズリぶっこけ夢の学校!!〜（12月20日、ROCKET）

- 溺愛 卒業前 「すべて他言無用だよ」 M マリ子とマチ子 白咲碧 星まりあ（1月1日、FAプロ）

#### 「若月まりあ」名義
- 女子校生 日常的強風パンチラ 6（11月24日、メディア総販ソレイル）
- 女子校生黒タイツドラマ クロドラ（12月19日、部活動）
- ねぇ、私が気持ち良いオナニー教えてあげる! 女子校生【オナニートレーナー】 オナトレ♡（12月29日、メディア総販ソレイル）

- 女子校生可愛い淫語と尻フェチドラマ シリドラ（2月20日、部活動）
- 夜行バスで声も出せずイカされた隙に生ハメされた女はスローピストンの痺れる快感に理性を失い中出しも拒めない 2（4月9日、ナチュラルハイ）
- トリプルレズビアン 18（4月17日、クリスタル映像）
- 全裸奴隷少女（5月9日、ROCKET）
- 電気あんま罵倒（6月5日、フリーダム）
- 噂の放課後JKが働く 非ヌキ系洗体店は内緒の裏サービスで密着マッサージどころか、とんでもない無法痴帯の売○行為の温床だった～!!（6月13日、マルクス兄弟）
- お漏らしアナルエッチ３（7月13日、MOODYZ）
- 淫行おねだりお嬢様（8月1日、S-Cute）
- エスカレートする校内露出（8月13日、MOODYZ）
- 焦らして焦らして契約をとる寸止め性保レディ 3（8月14日、BAZOOKA）
- メガネっ娘仁義!（8月28日、Ｅドラ!）
- おしゃぶり大好きスケベ痴女の極上Wフェラチオ（9月11日、REAL）
- うちの妹4人にいたずら子作り（10月1日、ZUKKON/BAKKON）
- 寝取られレズビアン（10月16日、OFFICE K'S）
- 潮吹き美少女2穴OK生中出しソープ（11月1日、MOODYZ）
- 清楚な彼女のイカせ方（11月1日、S-Cute）
- 近親×緊縛×拘束×調教×アナル 大変態レズビアン 8時間20選!! もっと激しくレズりたい… 変態性欲を持つ32名の女たち（11月6日、クリスタル映像）
- 新体操部員のハミパンレオタードに発情した俺（11月12日、アキノリ）
- 女子校テニス部変態孕ませ合宿 なつめ愛莉 乙葉ななせ 若月まりあ 森保さな 川菜ひかる（11月27日、宇宙企画）

- バンザイイラマチオ 若月まりあ（1月1日、CORE）
- 天使の援交 顔バレ無理だよ! JKマスクしたままフェラバイト（2月20日、STAR PARADISE）
- このJKを脅迫してビデオ作りました 示談性交FILE02 若月まりあ（4月13日、EROTICA）
- コスプレイヤー隠し撮り×SEX撮影会（4月20日、STAR PARADISE）
- 完全撮り下ろし!! 気持ちよすぎて飛び出す精子!! Wフェラ 25組50人（5月12日、Mr.michiru）
- 乳首オナニー（5月19日、ゑびすさん）
- 媚薬自慰キメ狂いオーガズム!! VOL.3（6月13日、Baby Entertainment）
- パンストでコキコキ 2（6月20日、STAR PARADISE）
- BLACK JUDGE HISCHOOL 美少女悶絶秘壺破壊 若月まりあ（6月25日、Baby Entertainment）
- 大人のおもちゃ 若月まりあ（7月1日、中嶋興業）
- おしっこソムリエ（7月20日、STAR PARADISE）
- とある母娘の一週間～レズ 加藤ツバキ 若月まりあ（8月19日、ゑびすさん）
- ラブアイブ! サンシャイン!!（9月23日、TMA）
- 強制ディルド自慰 ～残虐激痒拷問～（9月25日、Baby Entertainment）
- 飼われて嬉しい変態アナルペット 若月まりあ（10月6日、グローリークエスト）
- 電マまじイキ女子校生（10月7日、部活動）
- セーラー戦士不完全変身凌辱 ～強要された自慰行為、そして処女喪失～ 若月まりあ 涼宮琴音（10月28日、GIGA）
- スーパーヒロインドミネーション地獄 科学鳥人隊バードファイブ バードホワイト（11月11日、GIGA）
- ヒロインピンチ12 ブルセラストライカーReboot 若月まりあ（12月23日、GIGA）

- レズ姉妹 涼宮琴音 若月まりあ（3月17日、）OFFICE K’S
- 完全主観バイノーラル淫語 貴方を見つめながら射精管理（3月17日、OFFICE K’S）
- JKダブル口ま●こフェラ 2（3月17日、OFFICE K’S）
- 親が見たら泣くビデオ。死にたくなるほど辛いのに感じまくってヒィヒィ言ってる女子校生の凌●セックス。清楚系JKに舌上射精&中出し 6人 4時間（3月25日、ビッグモーカル）
- まりあの可愛い淫語とカラダでオナニーさせてあげる! オナトレ&囁き系オナトレ＋α 若月まりあSPECIAL（4月7日、部活動）
- ヒロイン討伐Vol.78 ブルセラストライカー（4月14日、GIGA）
- 変態声豚に2穴調教 アナル中出しされたアイドル声優 若月まりあ（5月3日、映天）
- 催眠光線で支配された家族 川上ゆう 夏希みなみ 宮沢ゆかり 若月まりあ（5月3日、SODクリエイト）
- コスプレイヤー彼女を個人撮影 歴代彼女を一気出しSP（5月20日、STAR PARADISE）
- JKオナトレ こんな可愛い女子校生にシコり方教えてもらいたい! SPECIAL（6月16日、部活動）
- ぜんぶ妹のせいだ。～妹は病みカワ少女～（6月23日、TMA）
- ブルセラストライカー くすぐり奴隷 若月まりあ（6月23日、GIGA）
- 囁き系JKオナトレ 4 【バイノーラル録音囁かれながらオナニーしませんか?】（7月21日、部活動）
- 爆裂ハイテンション 3Pヘブン 真正レズカップルから受ける超濃厚変態奉仕! 涼宮琴音 若月まりあ（8月25日、オーロラプロジェクト）
- バイノーラル録音&完全主観映像 女子校生マニアック黒タイツ（10月20日、部活動）
- 近所の可愛いお姉さんとイチャLOVE中出しデート 若月まりあ（11月25日、MAX-A）
- ヒロインピンチ15 マーシャルフォース 若月まりあ（12月8日、GIGA）
- 美脚×ハイレグ×ストッキング眼鏡 VOL.004（12月8日、BAZOOKA）
- 女子校生妾 その日から私の六畳アパートは濃密なヤリ部屋と化した 若月まりあ（12月19日、ドグマ）
- 激オコぷんぷん! 罵り唾吐きツンデレ少女 M男妄想 主観映像（12月20日、RADIX）
- おっさん達のヤリ部屋にようこそ 若月まりあ（12月22日、REAL）

- 排卵日なまなかだし妊娠OKメイドと子作りSEX Vol.001（1月12日、BAZOOKA）
- 染み出るおしっこオナニー 2  6人のビジョ美女 おしっこ潮吹き13回（1月20日、RADIX）
- フェアリーテイル しっぽ×アナルプラグ 美女のアナルに尻尾ぶっ刺し!! 目をウルウルさせて絶頂する猫娘にニャンニャン言わせながら種付け中出し!! 若月まりあ（2月2日、h.m.p）
- 腐女子教師をギャルがサセコにプロデュース 佐倉ねね 冴木エリカ 夏樹まりな 若月まりあ（2月9日、BAZOOKA）
- 美人山ガール強制種付け 「御嬢さん達…山を舐めちゃいけないよ…そんなだから寄ってたかって慰み物にされちゃうんだよ…」 涼宮琴音 若月まりあ（2月13日、オーロラ・プロジェクト）
- 飛び込み営業で成約しまくる訪販レディーのお仕事（3月9日、BAZOOKA）
- 非変身ヒロイン 超光戦隊シャイニングフォース 恥辱のマンハンティング編 若月まりあ（3月23日、GIGA）
- 清純女学生強制中出し性交 若月まりあ（3月25日、MAX-A）
- 階段女子○生物語 若月まりあ（4月20日、部活動）
- コスプレアナル中出し 2  4時間（5月25日、TMA）
- おま●こ取扱説明書 5（7月1日、GLAY'z）
- コスプレパーティーで我が家に集まった妹の友達の過激な衣装に思わずフル勃起してしまったボクは、妹にバレないよう無邪気なコスプレ尻をハンパない勢いで全員堪能してイキまくった!（7月6日、h.m.p）
- ヒロイン近親相姦レイプ ～悪に堕ちた兄が妹を嬲りつくす～（8月10日、GIGA）
- シロウト女子個人撮影ハメ撮り日記 現役JD:Cかっぷ まりあちゃん（8月25日、Shark）
- 射精管理はマネージャーに任せなさいっ!! 若月まりあ（11月2日、h.m.p）
- 3年越のまりあ 若月まりあ（11月16日、部活動）

- 完全撮りおろし! 主観フェラ抜き体験8時間 Vol.5（2月25日、オーロラ・プロジェクト）
- ヒロイン尻フェチシズム 機銃特捜ガンセイバー 若月まりあ（3月22日、GIGA）
- さらば青春の光 咲々原リン / 若月まりあ / 河音くるみ（5月17日、宇宙企画）
- 神パンスト 若月まりあ（5月23日、親父の個撮）
- 元ヤリマンばかりの定時制校でミラクル展開! 女子は全員制服だけど年齢はバラバラ!! しかも男はボク1人! ボクの通う定時制校は校則で制服着用が義務なんです! クラスには色々な世代の女の子がそれぞれ当時の制服姿で来るから毎日がドッキドキ! しかも、みんな昔ヤリマンだったみたいで唯一の男のボクにちょっかいを出してきて、授業中でもパンチラしまくり! 勃起の止まらないボクに気付くと、放課後や休み時間になるとあっちこっちでエッチのお誘い! もうチ●ポが休まる時間がありません!（7月19日、ゴールデンタイム）

- まりあ女王様の調教部屋 若月まりあ（5月15日、サロメ）
- 私立モテモテボーイッシュハイスクール オレっ子＆ボクっ子のボーイッシュJ●とのハーレムライフ 亜矢みつき 若月まりあ 志田紗希 馬場のん（6月12日、BAZOOKA）
- 中出し訳アリ女子校生 3（7月10日、BAZOOKA）
- ご町内の風紀を守る聖女仮面ガーディエンヌ 若月まりあ（10月23日、GIGA）

- 少しでも長く貴女のパンチラを見ていたいのでチ○ポはゆっくり弄ってください（3月19日、アロマ企画）
- 清楚な装いでエロい体を見せつけ丁寧淫語挑発（3月25日、アロマ企画）
- エッチなメイドがご主人様のオナニーをお手伝い致します。（4月7日、アロマ企画）
- 密着ベロチュー×スロー腿こき（4月19日、アロマ企画）

- 素人大学生【限定】ジェンダーレス女子 マリ（22）身体は女、中身は男の子。女子も惚れるカッコイイ男子ファッション♀に生チンコぶっ挿し鬼パコ中出し！！イケメンだったあの子がメス声（6月15日、ハメドリネットワークSecondEdition）
- 悶絶アナル浣腸（6月21日、グローリークエスト）
- 真・時間が止まる腕時計 パート25 桃瀬くるみ 広瀬結香 宇野栞菜 若月まりあ 盛岡みゆ（8月25日、ROCKET）

- 最強ビッチ大集合！数珠つなぎ乱交SEXパーティーvol.43「お姉さんよりエッチな友達紹介してもらえますか」（6月23日、木曜だヨ！全員集合っ！！）
- FINALSEX完全引退ドキュメント浜崎真緒とのレズプレイ、男装でデンマ責め、旧友！涼宮琴音との対談、涙ありの完全燃焼若月まりあ（8月5日、マックスエー）
- 【個人撮影】美人OLマリコさん（26）友達以上恋人未満の隣人が知らない男に先越されてメス調教された！！【その後】誘われてヤケクソ3PBUKKAKE中出し（9月13日、ハメドリネットワークSecondEdition）

- お下品媚び媚び孕ませ懇願 子作りOKご奉仕メイド MARIA（6月21日、ONETIME）
- 個撮特化 万バズレイヤー密室撮影会 MARIちゃん（26） 町田レンズのBLACK KAMEKO FILE.82 神レイヤーハメ撮り 寛容対応に甘えて度を越したボディータッチ 勃起チ●ポ見せつけ発情マ●コに生挿入中出し（6月27日、 木曜だヨ！全員集合っ！！）
- 就職活動FILE まりあさん(仮名)（10月18日、ONETIME）

### アダルトVR
- なかよし美少女のガチレズがだいぶヌケる 涼宮琴音 若月まりあ（3月3日、CASANOVA）
- 寝てる俺の前で妹が超デレオナニー 若月まりあ（3月10日、CASANOVA）
- 美少女JKが校内SEXおねだり 若月まりあ（3月17日、CASANOVA）
- イマドキJKなら4P乱交とか当たり前 涼宮琴音 若月まりあ（3月24日、CASANOVA）
- ツンデレJKはイラマで愛情表現 若月まりあ（4月7日、CASANOVA）
- 射精コントロール! オナ指示痴女 vol.2 涼宮琴音 / 若月まりあ（5月19日、CASANOVA）
- のぞき見! レズカップルの放課後 涼宮琴音 若月まりあ（10月20日、CASANOVA）

- buz流バス痴漢三連発! 美人OLから女子校生、アイドルまでよってたかって囲い込み超リアル痴漢!（3月27日、VR buz）
- buz流セクハラ三連発! BUZTOWNと言う名のアパレル会社で人事権限や企画起用を盾に新人! 美人受付嬢からデザイナーまでやり放題! 咲々原リン 若月まりあ 河音くるみ（6月12日、VR buz）
- VR ボートデート ボート漕ぎパンチラ HQ（10月18日、ガン見隊）

- まりあ女王様の調教部屋 若月まりあ（5月14日、サロメ）
- 水風船屋の思い出。 ノーモザイク 超高画質 HQ 4K60p（9月10日、ガン見隊）
- NTR ルームシェアしてる女子2人が今カノと元カノ!? 今カノが横で寝てるのに元カノに誘われ興奮を止められず大暴走中出し 涼宮琴音 若月まりあ（12月2日、MAX-A）

### アダルト配信
- SOD酒場ドキュメント ほろ酔いキカタン送迎ナンパ 若月まりあの場合（2020年8月7日、SODクリエイト）

### 女性向けアダルトビデオ
- 媚薬を飲んでエッチになったカレにイカされて～本当にあった濡れる話～ 北野翔太 若月まりあ（2016年8月30日、GIRL'S CH）
- ドMなカレに意地悪寸止めエッチ～本当にあった濡れる話～ 茂本拓也 若月まりあ（2016年8月30日、GIRL'S CH）
- 元カノに彼女のいる前で犯されて 「俺を許して…」卑猥な制裁をうけながらも快楽に堕ちた性奴隷（2018年2月8日、GIRL'S CH）

### イメージDVD
- 裸デート（2014年6月28日、INTEC Inc）※「太田美穂」名義
- パイパンSchooldays（2014年9月19日、Sujico）※「笹原由香」名義
- Fresh Nude 〜新・鮮・裸・身〜（2015年1月29日、オルスタックソフト販売）※「りあ」名義
- SISTER NUDE 抑えきれない理性 若月まりあ（2016年11月23日、Precious Beauty）
- デカ尻女子大生 若月まりあ（2017年10月27日、オルスタックソフト販売）
- ヴィーナス・テルメ 若月まりあ（2019年5月30日、オルスタックソフト販売）
- 湯けむり女ふたり旅 友田彩也香 若月まりあ（2020年4月28日、オルスタックソフト販売）

## 出演

### 映画
- 大人志願　恥じらいの発情（2016年5月13日、オーピー映画） - 澄川茉莉子 役[15]（主演）
- ヤリ頃女子大生　強がりな乳房（2017年11月17日、オーピー映画） - 木本夏 役[16]（主演）
- まぶしい情愛　抜かないで…（2017年12月8日、オーピー映画） - 木本夏 役[17]（主演）
- いつかのナツ（2018年、OP PICTURES） - 木本夏 役（主演） ※「ヤリ頃女子大生～」の一般公開用編集版[18]
- 未来の足音（2018年、OP PICTURES） - 木本夏 役（主演）※「まぶしい情愛～」の一般公開用編集版
- 平成風俗史 あの時もキミはエロかった（2019年7月26日、オーピー映画）- 鴨田朋子 役[19]
  - 平成風俗史（2019年8月27日、オーピー映画）※一般公開編集版
- 風俗図鑑　ヤレない男たち（2019年8月23日、オーピー映画）- 鴨田朋子 役[20]
  - ちゃのまつかのま（2019年8月28日、オーピー映画）- 鴨田朋子 役

### オリジナルビデオ
- アンドロイド少女 MA・RI・A Android Girl MARIA（2016年3月3日、アースゲート）- MARIA 役（主演）

### テレビ
- ビ～チ9（2018年11月、テレビ埼玉） - マンスリーゲスト
- 街頭シ●ウト娘ナンパ「アナタのおっぱい見せて下さい！」４時間SP（2019年4月12日、スカパープレミアム・ヌーヴェルパラダイス） - レポーター[21]

### インターネット番組
- トイズハートプレゼンツ「ハートの部屋（仮）」（2018年7月3日、ニコニコ生放送）＊第35回ゲスト[22][23][24]
- DTテレビ　#78（2019年6月14日、AbemaTV）SOD女子社員として[25]

### 舞台
- SOD女子社員×三栄町LIVE『女子社員演劇倶楽部～来るなサンSyain〜』（2019年8月20日 - 25日、三栄町LIVE STAGE） - SOD女子社員 役[26]
- 劇団DUO福斗清☆「絶対にNTRれないオ・ト・コ」（2022年10月22日、三栄町LIVE STAGE）

## 音楽
涼宮とのユニット「CocoAnnu」として発売。3rdシングルまでは実演家として歌唱にも参加していたが、以降は若月はスタッフに専念し、実演者としては涼宮のみのユニットとなる。4th以降の活動は涼宮琴音#音楽を参照。

### 配信
- 風に吹かれて（2020年6月1日、ディアス）
- ずるいよ・・・（2022年2月12日、ディアスグループ）
- choice（2022年2月28日、ディアスグループ）

## インタビュー
- 【黒髪美女　若月まりあインタビュー】「顔が見える体位がいいです。顔が壁向いちゃう体位は寂しくなっちゃう」「普段は凌辱系が多いんですけど、最近撮ってもらったラブラブ系作品の評判がよかったのが嬉しい」前編(2018年8月4日、デラべっぴんＲ)[27]
- 【黒髪美女　若月まりあインタビュー】「この前、友田彩也香ちゃんと体育館を借りてガチでやりました」「イチャラブでやったことないことをやっていきたいです。ハードな方はほとんどやっているので（笑）」後編(2018年8月5日、デラべっぴんＲ)[28]
- 施設育ち、毒親からの逃亡を経てセクシー女優に。”パチンコ系インフルエンサー”の壮絶半生(2024年2月2日、SPA!)[29]